# Z (ZONEのアルバム)
『Z』（ゼット）は、日本のガールズロックバンド・ZONEが2002年2月14日にSony Recordsから発売した1枚目のオリジナルアルバムである。

## 内容
メジャーデビューから1年後にシングル「夢ノカケラ…」と同時発売された初のアルバム作品。
タイトルはバンド名の頭文字「ZONE」から名付けられた。
オリコン初登場2位を獲得。アルバムとして自身初のトップ3入り、年間チャート入り、日本レコード協会からゴールドディスク認定を受けている。

## 収録曲
| #         | タイトル                                      | 作詞       | 作曲       | 編曲                 | 時間  |
| --------- | --------------------------------------------- | ---------- | ---------- | -------------------- | ----- |
| 1.        | 「風のはじまる場所」                          | 一色そらん | 阿部靖広   | 阿部靖広 / 虎じろう  | 4:03  |
| 2.        | 「GOOD DAY」                                  | たくや     | 原一博     | CHOKKAKU             | 3:33  |
| 3.        | 「大爆発 NO.1」                               | 和田勝彦   | 和田克比古 | 彦摩呂               | 4:03  |
| 4.        | 「世界のほんの片隅から」                      | 一色そらん | KAIDO      | KAIDO / JIN NAKAMURA | 4:18  |
| 5.        | 「ボクの側に…」                               | ZONE       | 羽岡佳     | 厚見玲衣             | 4:14  |
| 6.        | 「secret base〜君がくれたもの〜」             | 町田紀彦   | 町田紀彦   | 虎じろう             | 6:44  |
| 7.        | 「オレンジの夕日」                            | 町田紀彦   | 水島康貴   | 厚見玲衣             | 4:44  |
| 8.        | 「secret base〜君がくれたもの〜」(Piano Ver.) | 町田紀彦   | 町田紀彦   | 厚見玲衣             | 2:29  |
| 合計時間: | 合計時間:                                     | 合計時間:  | 合計時間:  | 合計時間:            | 34:08 |

## 曲解説
1. 風のはじまる場所
MIYUのソロボーカル曲。
2. GOOD DAYS
1stシングルの表題曲。
3. 大爆発 NO.1
2ndシングルの表題曲。
4. 世界のほんの片隅から
4thシングルの表題曲。
5. ボクの側に…
6. secret base〜君がくれたもの〜
3rdシングルの表題曲。表記はないが、シングルバージョンと異なり最後にフェードアウトしないロングバージョンとなっている。
7. オレンジの夕日
8. secret base〜君がくれたもの〜 (Piano Ver.)
3rdシングルの表題曲のピアノバージョンで、メンバーの歌唱のないインストゥルメンタルとなっている。

## 参加ミュージシャン
ZONE
- MIYU：Vocal & Guitar
- MAIKO：Vocal & Bass
- MIZUHO：Vocal & Drums
- TAKAYO：Vocal & Guitar

## タイアップ
- ダリヤ『ベネゼル』CMソング (#1)
- エフティ資生堂『ティセラトゥインクルドリーム』CMソング (#2)
- TBS系列音楽番組『CDTV-Neo』オープニングテーマ (#3)
- TBS系列ドラマ30『キッズ・ウォー3 〜ざけんなよ〜』主題歌 (#6)